# Melcior Llavinés i Roca
Melcior Llavinés i Roca   (Esplugues de Llobregat, 1901 - Esplugues de Llobregat, 18 d'abril de 1986) va ser el primer batlle d'Esplugues de la dictadura franquista. Va ocupar el càrrec entre 1939 i 1945; és a dir, en plena postguerra. El va succeir Josep Mañé i Baleta, que només va estar un any al capdavant del Consistori. També va ser un dels primers industrials d'Esplugues.

## Biografia
Melcior Llavinés, fill de Joan Llavinés i d'Enrica Roca, va néixer al barri del Raval d'Esplugues, desaparegut per la construcció de l'autopista A-2 (actualment, B-23). Va estudiar a l'Escola Industrial de Barcelona. El 1920, amb el seu cosí Josep Flavià, va muntar el Taller Flavià, dedicat a la producció de material de fontaneria, que va arribar a treballar per a la Societat General d'Aigües de Barcelona (Agbar). Poc més tard tots dos van fundar una foneria, que proveïa manetes per a vehicles de la companyia SEAT. Va casar-se amb Joaquima Vallbona i Riera (1907 - 17 de juliol del 1991), amb qui va tenir dues filles, Enriqueta i Maria Carme. Va morir l'abril de 1986 amb 85 anys.

## Trajectòria política
Va ser el primer alcalde franquista d'Esplugues. Durant la joventut va simpatitzar amb la Lliga Regionalista, motiu pel qual durant la Guerra Civil va haver de fugir d'Esplugues; va ser descobert i tancat a la txeca de Can Vidalet (Esplugues), tot i que va ser alliberat per la intercessió casual d'una figura de Sant Just Desvern. Va acabar acceptant l'alcaldia d'Esplugues, després de pressions perquè l'acceptés a causa de la seva posició socioeconòmica. Sota el seu mandat es va establir l'Ajuntament d'Esplugues en la seu actual, un antic hostal de la carretera Laureà Miró. Se'l considera un personatge polèmic per la seva adscripció franquista.
Es té constància que, durant els consells de guerra i els expedients de responsabilitats polítiques de la postguerra, Melcior Llavinés va signar informes sobre aspectes ideològics i polítics en contra de persones, reports que els van suposar l'exili, la presó o l'execució, entre d'altres.